# Leishmaniosi animale
La leishmaniosi animale (AFI: /leizmaˈnjɔzi/ o /l(e)iʃmaˈnjɔzi/) è una malattia sostenuta da parassiti appartenenti ai protozoi. L'agente principale della leishmaniosi nelle aree mediterranee è la Leishmania infantum, un parassita in grado di colpire soprattutto il cane e, più raramente, anche gli esseri umani.

## Vie di contagio

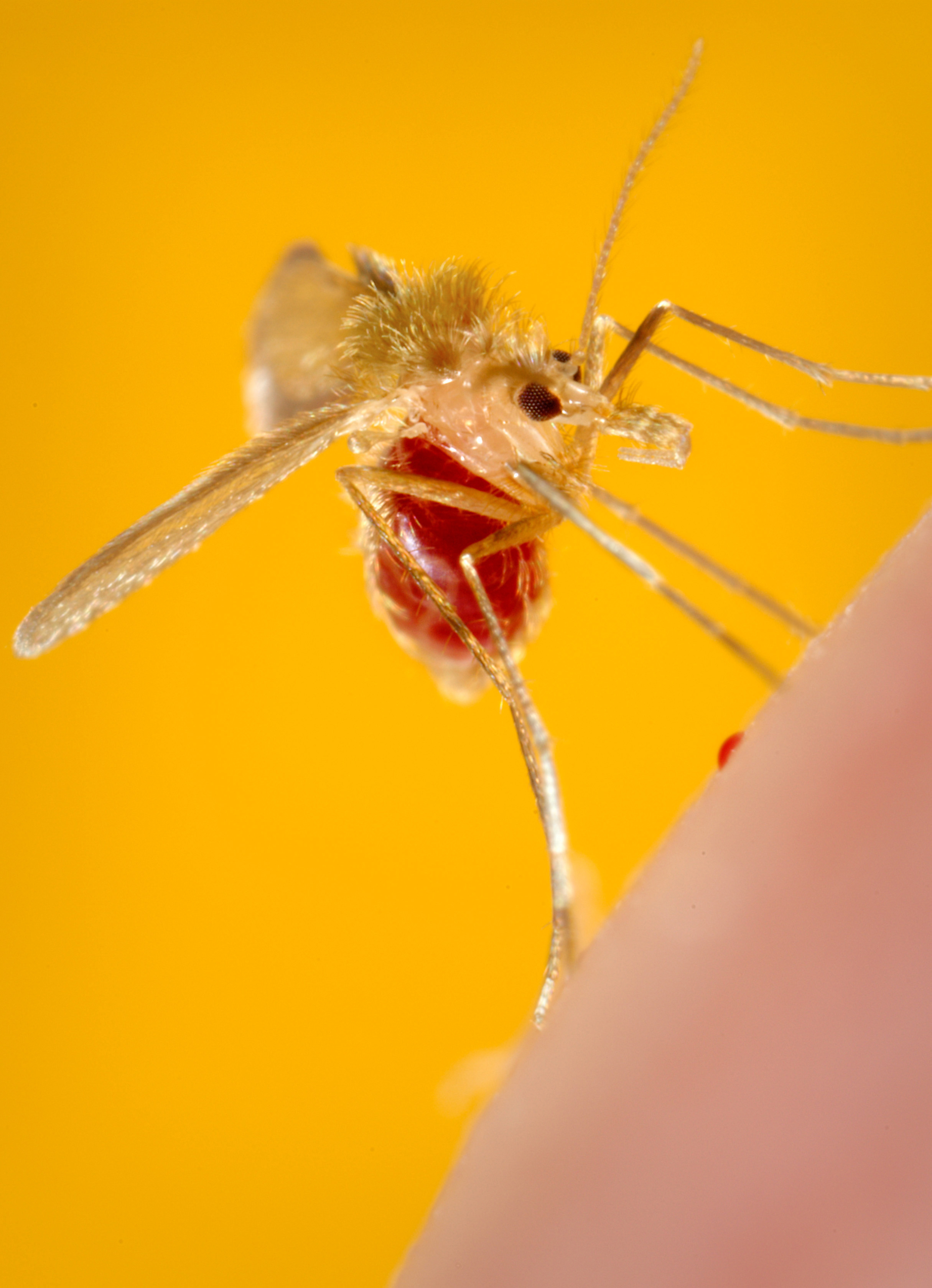
Femmina di Phlebotomus papatasi

La leishmaniosi viene veicolata in Europa dalla puntura del Phlebotomus papatasi, comunemente chiamato pappatacio, insetto simile alla zanzara, mentre nel resto del mondo è trasmessa da flebotomi del genere Lutzomyia. Il pappatacio colpisce principalmente da maggio ad ottobre e preferibilmente dal tramonto all'alba. È presente in tutto il mondo, tranne, a quanto pare, in Australia, ma principalmente si trova in aree vicino al mare o nelle zone tropicali.
Le numerose segnalazioni degli ultimi anni di casi di leishmaniosi canina provenienti da aree tradizionalmente ritenute indenni (anche dell'Italia settentrionale), debbono portare alla conclusione che - in pratica - non esistono zone, comunemente abitate, che possano essere considerate completamente sicure. Infatti se fino al 1989 il Nord Italia era considerato praticamente indenne dalla leishmaniosi canina, oggi esistono dei focolai accertati in Veneto, Emilia-Romagna e Piemonte ed altri probabili in Trentino, Alto Adige (2013) e Lombardia (Natale, 2004).
In Piemonte sono state accertate tre differenti aree in cui la leishmaniosi canina è endemica (Torino, Ivrea, Casale Monferrato, Acqui Terme), con una sieroprevalenza che va dal 3,9% al 5,8%. È stato identificato anche un possibile focus instabile in Valle d'Aosta: in quest'area montuosa non erano mai stati segnalati flebotomi in precedenti stazioni di cattura. In queste aree la colonizzazione può essere avvenuta spontaneamente dalle zone costiere o in seguito agli aumentati movimenti di persone dalle aree mediterranee in cui abbondano i flebotomi. In queste aree del Piemonte e della Valle d'Aosta la presenza stagionale dei flebotomi va dalla seconda metà di maggio a settembre. In base ad analogie climatiche e caratteristiche ambientali si può anche prevedere che la diffusione della malattia s'estenderà nel prossimo futuro ad altre zone dell'Europa centrale.
Questa malattia colpisce il cane punto dall'insetto infetto e porta a sintomi piuttosto gravi.
Un cane risultato positivo al test può tuttavia vivere per molto tempo prima di manifestare sintomi, ma può comunque diffondere la malattia. La leishmaniosi, inoltre, è un'antropo-zoonosi, cioè una malattia trasmissibile, in alcune particolari condizioni, anche all'uomo (vedi leishmaniosi umana).
Molto importante è tenere presente che la leishmania non viene trasmessa direttamente da cane a cane o da cane a persona: il protozoo infatti, per diventare infettante, deve prima compiere nel pappatacio una parte del proprio ciclo biologico. La vicinanza o il possesso di un cane infetto comportano dunque un rischio epidemiologico per l'uomo del tutto risibile, visto che in una zona endemica saranno molti milioni i pappataci infetti potenzialmente in grado di pungere.

## Sintomi
La leishmaniosi può manifestarsi con una serie di sintomi che possono presentarsi assieme o singolarmente. Alcuni animali possono presentare prevalentemente la sintomatologia cutanea della malattia, in altri vengono colpiti gli organi interni, altri ancora manifestano sintomi di entrambi i tipi. La sintomatologia e i segni clinici possono pertanto essere, nei casi non conclamati, multiformi e talvolta difficili da inquadrare.
La sintomatologia "classica" della leishmaniosi comprende:
- Dermatite secca esfoliativa tipo forfora
- Perdita di peso in modo più o meno rapido.
- Alopecia ovvero perdita di pelo intorno agli occhi, sulle zampe, sul dorso.
- Lesioni alle orecchie le quali perdono pelo e manifestano vere e proprie ulcere sanguinolente.
- Perdita di sangue dal naso (epistassi) dovuta a ulcere nella mucosa orale, in cui sono presenti i parassiti.
- Crescita accelerata delle unghie (onicogrifosi).
- Dolori articolari compreso anche mal di schiena: il cane se ne sta spesso immobile in piedi, tenendo la testa bassa per cercare sollievo.
- lesioni oculari, dovute a una uveite e iridociclite.
- A livello viscerale si riscontrano danni renali, in correlazione ai quali compaiono, col procedere della malattia nei successivi gradi di disfunzione renale: polidipsia, poliuria, anoressia, vomito, diarrea, ulcere orali, sino ai segni neurologici e al coma uremico.

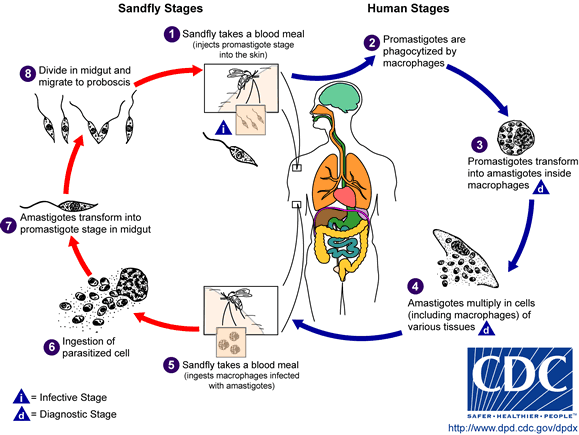
Ciclo vitale del parassita Leishmaniosi. Fonte: CDC

## Diagnosi
La diagnosi viene effettuata sul sangue, sull'urina, su prelievi citologici di linfonodi, midollo osseo e milza. 
Il sangue viene valutato quali-quantitativamente nelle sue componenti cellulari (esame emocromocitometrico), in quelle proteiche plasmatiche (elettroforesi) e dal punto di vista immunologico, alla ricerca degli anticorpi indicanti il contatto col parassita (immunofluorescenza) o del parassita stesso (PCR); dall'esame del siero si ricavano informazioni sulla funzionalità degli organi interni, specie fegato e reni.
L'urina dà informazioni sulla funzionalità renale, valutatone il peso specifico, il contenuto in proteine, le cellule presenti.
Sul midollo osseo, milza ed i linfonodi si ricerca la presenza del parassita tramite esame microscopico e PCR.

## Terapia
I protocolli terapeutici sono oggetto di continui studi e verifiche di efficacia ed attualmente alcuni soggetti possono guarire. Cani che reagiscono molto bene alla cura possono continuare a vivere anni senza più manifestare i sintomi ed alcuni possono negativizzarsi sierologicamente. Tuttavia sono possibili delle recidive e per questo motivo in genere si effettuano esami di laboratorio periodici.
I farmaci che hanno maggior successo sono quelli a base di antimoniati, come l'antimoniato di metil-glucamina, che è considerata la terapia d'elezione in associazione con un altro farmaco, l'allopurinolo, ma sono attivi parzialmente anche il metronidazolo e alcuni chinoloni. Inoltre la miltefosina, un farmaco usato da anni in medicina umana come chemioterapico, ha mostrato nei primi studi un'efficacia sovrapponibile a quella dell'antimoniato di metil-glucamina. 
La miltefosina viene somministrata per via orale nel cibo, al contrario l'antimoniato di metil-glucamina deve essere somministrato per via parenterale prevalentemente sottocutanea.
Numerosi sono i casi di negativizzazione del parassita (leishmanie) con gli attuali protocolli di cura (glucantime-allopurinolo e\o milteforan-allopurinolo), ma ciò non rende purtroppo l'animale esente da un eventuale ricontagio o reinfestazione.

### Vaccinazione
Diversi vaccini sono disponibili: Leishmune®, Leishtec, e CaniLeish®; i vaccini di prima generazione prevedono forme vive di Leishmania; i vaccini di seconda generazione prevedono batteri vivi ricombinanti che esprimono antigeni di Leishmania e DNA plasmidi codificanti-antigeni.
Il Leishmune della Azienda brasiliana Fort Dodge Animal Health è stato il primo, esso contiene una frazione purificata di L. donovani più un adiuvante a base di saponina. Il vaccino è indicato per cani asintomatici e sieronegativi. Il vaccino Europeo è il CaniLeish della Virbac. 
Non vi sono significative differenze tra i vari tipi di vaccini.
Sembra che dal 6 al 54% delle infezioni possa essere prevenuto con la vaccinazione; i risultati sull'efficacia condotti al 2015 non mostrano protezione completa dei cani vaccinati, quindi la vaccinazione contro la leishmaniosi è un'alternativa valida e/o complementare ai mezzi che già sono a disposizione (terapeutici e profilattici).

## Profilassi
La profilassi per il cane rivolta alla protezione dagli insetti, avviene tramite l'applicazione sull'animale di prodotti repellenti (in genere piretroidi naturali o sintetici come la deltametrina e la permetrina), contenuti in collari, spray o fiale spot-on da applicare sulla cute, che hanno dimostrato in test e ricerche scientifiche un potere antifeeding sul flebotomo, ospite intermedio.
Poiché il flebotomo vive tra l'erba e colpisce soprattutto di notte, è meglio non far dormire il cane in giardino almeno nelle aree geografiche più colpite dalla malattia. La lotta ai flebotomi può essere condotta principalmente attraverso due tipi d'intervento: il primo prevede misure di protezione contro la puntura dei flebotomi; il secondo, teso a ridurre significativamente la densità di questi insetti, implica l'uso di insetticidi e/o operazioni di bonifica ambientale atte ad eliminare le cause favorenti il loro sviluppo larvale, in particolare in aree urbane e peri-urbane. Misure da prendere per la protezione individuale e collettiva in zone endemiche per leishmaniosi, oltre l'uso di repellenti, sono l'utilizzo di zanzariere a maglie molto fitte applicate a finestre e porte e l'evitare di soggiornare all'aperto durante le ore notturne nella stagione calda.
Da aprile 2012 è disponibile in Italia il primo vaccino europeo contro la leishmaniosi canina, sviluppato e commercializzato dall'azienda farmaceutica Virbac. La prima vaccinazione va eseguita su cani di almeno 6 mesi di età, dopo l'esecuzione di un test rapido per accertare che il cane non sia sieropositivo alla malattia e, in caso di negatività, comprende 3 inoculazioni di vaccino distanziate 3 settimane l'una dall'altra. Fatto ciò si procede come per tutte le altre vaccinazioni con un richiamo annuale.

### La leishmaniosi nei canili sanitari e rifugi
I cani che risiedono nei canili situati in zone endemiche, dove la malattia è presente, possono plausibilmente essere più facilmente contagiati poiché risiedendo all'aperto possono essere più facilmente infettati dagli insetti vettori [Phlebotomuns spp. (P. perniciosus, P. perfiliewi e P. major)].
Inoltre i cani infetti possono fungere da serbatoi di infezione e trasmetterla ai soggetti sani sempre tramite l'azione degli insetti vettori.
Quindi i cani che risiedono in canili situati in zone endemiche hanno una maggiore probabilità di venire a contatto con la leishmania. Questo vale sia per i cani che risiedono indefinitamente in canili rifugio, sia per i cani che risiedono anche temporaneamente per brevi periodi in canili privati ma in periodo estivo (i flebotomi vettori sono attivi a temperature superiori a 25 °C).
Per questo motivo, e per ridurre la possibilità di infezione e di trasmissione della malattia, è necessario che nei canili si effettui un efficace controllo degli insetti vettori ed è necessario anche trattare gli animali infetti. È provato che il trattamento dei soggetti infetti riduce la possibilità che possano essere serbatoi di infezione.
Nei canili il controllo degli insetti vettori può essere effettuato tramite programmi di disinfestazione ambientale e trattamento di tutti i soggetti con sostanze repellenti. Anche l'uso di griglie elettriche per la cattura degli insetti può ridurre il numero totale degli insetti vettori di leishmaniosi.
In alcuni casi è anche possibile isolare temporaneamente i cani infetti in box muniti di zanzariere in attesa che la terapia farmacologica riduca la possibilità che possano fungere da serbatoi.